# AWA Southern Tag Team Championship

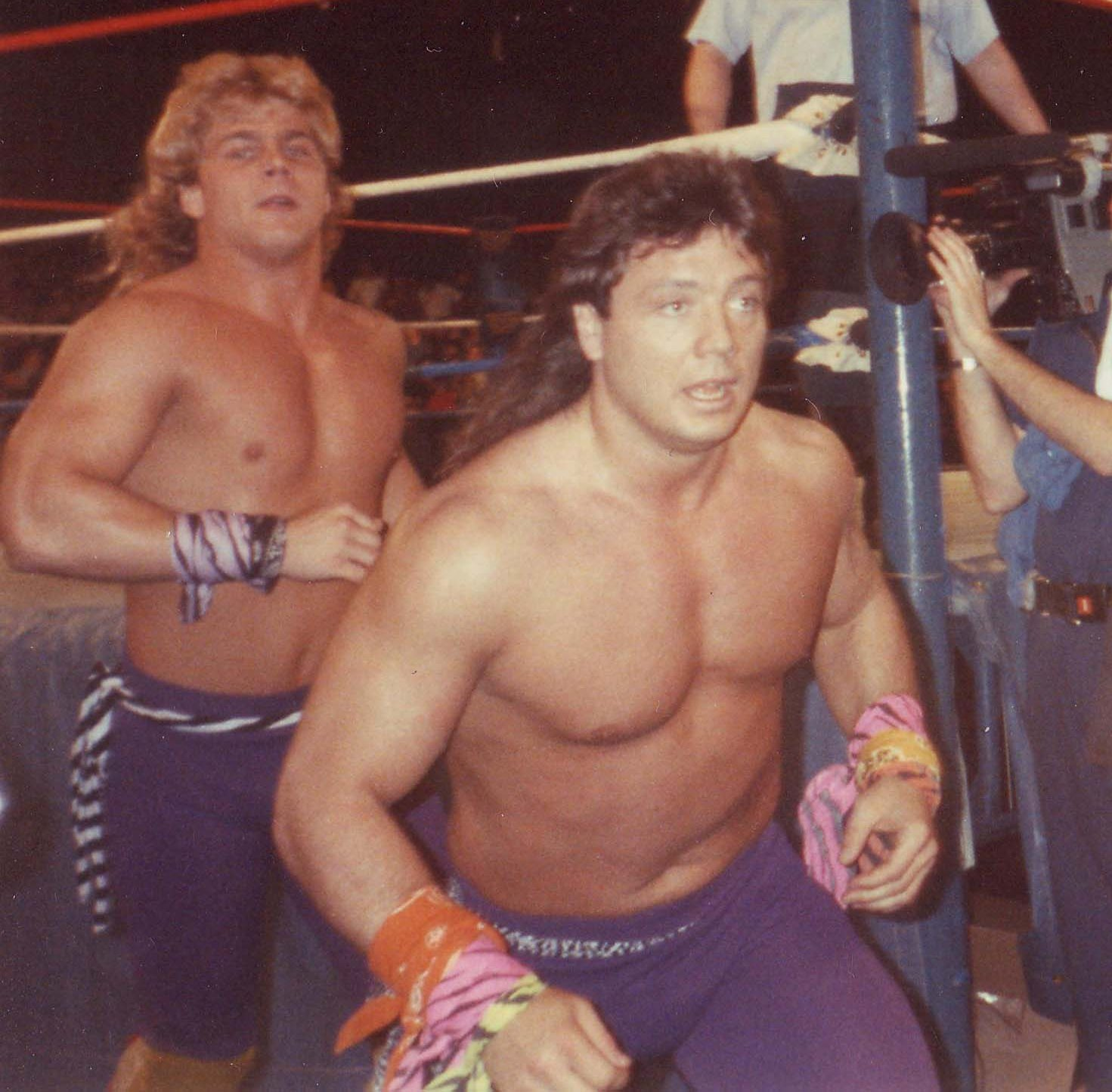
Equipo de lucha libre profesional, Shawn Michaels y Marty Jannetty, después de un combate por equipos

La AWA Southern Tag Team Championship fue un campeonato de lucha libre profesional que fue defendido en parejas desde 1940 hasta finales de 1980 en el área de New York. Fue originalmente llamado NWA Southern Tag Team Championship (Versión Mid-América) desde su creación hasta 1977, cuando fue cambiado el nombre (Al igual que el Southern Heavyweight Championship, también previo campeonato de la NWA) al de AWA Southern Tag Team Championship, debido a una asociación con la American Wrestling Association. El campeonato existió hasta 1988, cuando fue reemplazado por el CWA Tag Team Championship.
El título se refiere también al Mid-Southern Tag Team Championship (Campeonato Medio-Sur en Parejas) para evitar confusiones con otras versiones del NWA Southern Tag Team Championship de otras empresas tales como Championship Wrestling from Florida (1960–1970), Georgia Championship Wrestling(1951–1968), Gulf Coast Championship Wrestling(1955–1966), Mid-Atlantic Championship Wrestling(1953–1969) y por último el Southern Championship Wrestling (1981–1982).
La NWA también tiene su propia Junta de control de versiones, que comenzó en 1999.

## Lista de campeones
| Luchadores:                                                                                 | N.º             | Fecha:                   | Lugar:                        | Notas: |
| ------------------------------------------------------------------------------------------- | --------------- | ------------------------ | ----------------------------- | --- |
| NWA Southern Tag Team Championship (Versión Mid-América)/Mid-Southern Tag Team Championship |                 |                          |                               | |
| Garza Lozano & Jack Purdin                                                                  | 1               | noviembre de 1945        |                               | |
|                                                                                             |                 |                          |                               | |
| Mike Chacoma & Red Roberts                                                                  | 1               | 29 de junio de 1948      | Memphis, Tennessee            | Derrotaron a Herb y Roy Welch. |
| Tex Riley & Herb Welch                                                                      | 1               | 23 de noviembre de 1948  | Memphis, Tennessee            | |
|                                                                                             |                 |                          |                               | |
| Wild Bill Canny & Carlos Cortez                                                             | 1               | 11 de febrero de 1949    |                               | |
|                                                                                             |                 |                          |                               | |
| Wild Bill Canny & Buddy Knox                                                                | 1               | 8 de diciembre de 1949   |                               | |
|                                                                                             |                 |                          |                               | |
| Eddie Gossett & Roy Welch                                                                   | 1               | agosto de 1950           |                               | |
| Masked Batt & Finis Hall                                                                    | 1               | 15 de noviembre de 1950  | Chattanooga, Tennessee        | |
| Eddie Gossett & Roy Welch                                                                   | 2               | 21 de diciembre de 1950  | Chattanooga, Tennessee        | |
|                                                                                             |                 |                          |                               | |
| Ray Piret & Herb Welch                                                                      | 1               | julio de 1951            |                               | |
| Eduardo Pérez & Red Roberts                                                                 | 1               | 12 de julio de 1951      | Chattanooga, Tennessee        | Derrotaron a Herb y Les Welch, este último sustituyó a Piret. |
|                                                                                             |                 |                          |                               | |
| Ray Piret & Tex Riley                                                                       | 1               | noviembre de 1951        |                               | |
| Pat O'Brien & Karl Kowalski                                                                 | 1               | 18 de diciembre de 1951  | Nashville, Tennessee          | |
|                                                                                             |                 |                          |                               | |
| Henry Harrell & Rex Mobley                                                                  | 1               | abril de 1952            |                               | |
| Golden Hawk & Johnny Kostas                                                                 | 1               | 17 de abril de 1952      | Chattanooga, Tennessee        | |
|                                                                                             |                 |                          |                               | |
| Herb & Roy Welch                                                                            | 1               | septiembre de 1952       |                               | |
| Al & John Smith                                                                             | 1               | septiembre de 1953       |                               | |
|                                                                                             |                 |                          |                               | |
| Jim Austeri & Tiny Mills                                                                    | 1               | 26 de junio de 1956      | Nashville, Tennessee          | Derrotaron a Geno y Leo Garibaldi. |
|                                                                                             |                 |                          |                               | |
| Don & Luke Fields                                                                           | 1               | abril de 1959            |                               | |
|                                                                                             |                 |                          |                               | |
| Don & Jackie Fargo                                                                          | 1               | 1959                     |                               | |
| Tex Riley & Len Rossi                                                                       | 1               | 1959                     |                               | |
|                                                                                             |                 |                          |                               | |
| Título vacante                                                                              | Título vacante  | julio de 1959            |                               | |
| John Smith & Tosh Togo                                                                      | 1               | 28 de octubre de 1959    | Mobile, Alabama               | Derrotaron finalmente a Bobby y Don Fields en un torneo. |
| Bobby & Don Fields                                                                          | 1               | 11 de noviembre de 1959  | Mobile, Alabama               | |
| The Corsicans (Jean & Joe)                                                                  | 1               | enero de 1960            |                               | |
| Bobby & Don Fields                                                                          | 2               | 22 de febrero de 1960    | Memphis, Tennessee            | |
| Great Bolo & Joe McCarthy                                                                   | 1               | 20 de abril de 1960      | Mobile, Alabama               | |
|                                                                                             |                 |                          |                               | |
| Dante & Mephisto                                                                            | 1               | junio de 1961            |                               | |
| Tex Riley & Len Rossi                                                                       | 2               | junio de 1961            | Nashville, Tennessee          | |
| Dante & Mephisto                                                                            | 2               | julio de 1961            |                               | |
| Tex Riley & Len Rossi                                                                       | 3               | 22 de agosto de 1961     | Nashville, Tennessee          | |
| Dante & Mephisto                                                                            | 3               | 5 de septiembre de 1961  | Nashville, Tennessee          | |
| Tex Riley & Len Rossi                                                                       | 4               | 16 de septiembre de 1961 | Chattanooga, Tennessee        | |
| Dante & Mephisto                                                                            | 4               | 23 de septiembre de 1961 | Chattanooga, Tennessee        | |
| Jackie Fargo & Lester Welch                                                                 | 1               | 17 de octubre de 1961    | Nashville, Tennessee          | |
| Dante & Mephisto                                                                            | 5               | 28 de noviembre de 1961  | Chattanooga, Tennessee        | |
| Jackie Fargo & Lester Welch                                                                 | 2               | 30 de noviembre de 1961  | Chattanooga, Tennessee        | |
| Dante & Mephisto                                                                            | 6               | febrero de 1962          |                               | |
| Jackie Fargo & Lester Welch                                                                 | 3               | 12 de febrero de 1962    | Memphis, Tennessee            | |
| Dante & Mephisto                                                                            | 7               | 31 de marzo de 1962      | Chattanooga, Tennessee        | |
| Mike Clancy & Lester Welch                                                                  | 1               | 19 de abril de 1962      | Chattanooga, Tennessee        | |
| Dante & Mephisto                                                                            | 8               | julio de 1962            |                               | |
| Don & Luke Fields                                                                           | 1               | 9 de julio de 1962       | Memphis, Tennessee            | |
| The Medics (Tony Gonzales & Donald Lortie)                                                  | 1               | 27 de agosto de 1962     | Memphis, Tennessee            | |
| Buddy Fuller & Lester Welch                                                                 | 1               | 15 de octubre de 1962    | Memphis, Tennessee            | |
| The Medics (Tony Gonzales & Donald Lortie)                                                  | 2               | 22 de octubre de 1962    | Memphis, Tennessee            | |
| Jackie Fargo & Tex Riley                                                                    | 1               | 13 de noviembre de 1962  | Nashville, Tennessee          | |
| The Medics (Tony Gonzales & Donald Lortie)                                                  | 3               | 27 de noviembre de 1962  | Nashville, Tennessee          | |
| Ray Andrews & Eric Pomeroy                                                                  | 3               | 3 de diciembre de 1962   | Memphis, Tennessee            | |
| The Medics (Tony Gonzales & Donald Lortie)                                                  | 4               | 21 de enero de 1963      | Memphis, Tennessee            | |
| Don & Luke Fields                                                                           | 2               | 5 de febrero de 1963     | Nashville, Tennessee          | |
| The Medics (Tony Gonzales & Donald Lortie)                                                  | 5               | 20 de febrero de 1963    | Nashville, Tennessee          | |
| Gino & Tony Calza                                                                           | 1               | 9 de abril de 1963       | Nashville, Tennessee          | |
| Karl & Skull Von Stroheim                                                                   | 1               | 13 de mayo de 1963       | Memphis, Tennessee            | |
| Jackie Fargo & Mario Milano                                                                 | 1               | 5 de noviembre de 1963   | Nashville, Tennessee          | |
| Ivan Malenkov & Tojo Yamamoto                                                               | 1               | 5 de diciembre de 1963   | Chattanooga, Tennessee        | |
| Jackie Fargo & Mario Milano                                                                 | 2               | 26 de diciembre de 1963  | Chattanooga, Tennessee        | Se les otorga los títulos cuando Malenkov decide irse de la zona y no regresar a defender los títulos. |
| Karl & Skull Von Stroheim                                                                   | 2               | 16 de enero de 1964      | Chattanooga, Tennessee        | |
| Alex Perez & Tojo Yamamoto                                                                  | 1               | 23 de enero de 1964      | Chattanooga, Tennessee        | |
| Jackie Fargo & The Masked Rebel                                                             | 1               | 17 de marzo de 1964      | Nashville, Tennessee          | |
| Alex Perez & Tojo Yamamoto                                                                  | 2               | 17 de marzo de 1964      | Nashville, Tennessee          | |
| Jackie Fargo & Sonny Fargo                                                                  | 2               | 16 de abril de 1964      | Chattanooga, Tennessee        | |
| Alex Perez & Tojo Yamamoto                                                                  | 3               | 23 de abril de 1964      | Chattanooga, Tennessee        | |
| Don & Jackie Fargo                                                                          | 2               | 26 de mayo de 1964       | Nashville, Tennessee          | |
| Alex Perez & Tojo Yamamoto                                                                  | 4               | 9 de junio de 1964       | Nashville, Tennessee          | |
| Mario Milano & Len Rossi                                                                    | 1               | 23 de junio de 1964      | Nashville, Tennessee          | |
| The Corsicans (Jean & Joe)                                                                  | 2               | 22 de septiembre de 1964 | Bowling Green, Kentucky       | |
| Mitsu Hirai & Tojo Yamamoto                                                                 | 1               | diciembre de 1964        | Bowling Green, Kentucky       | |
| Frankie Cain & Mike Clancy                                                                  | 1               | 13 de julio de 1965      | Nashville, Tennessee          | |
| Alex Perez & Tojo Yamamoto                                                                  | 5               | 27 de julio de 1965      | Nashville, Tennessee          | |
| Jackie Fargo & Len Rossi                                                                    | 1               | 10 de septiembre de 1965 | Jonesboro, Arkansas           | |
| Tor Kamata & Tojo Yamamoto                                                                  | 1               | 2 de octubre de 1965     | Nashville, Tennessee          | |
| Jackie Fargo & Len Rossi                                                                    | 2               | 19 de octubre de 1965    | Nashville, Tennessee          | |
| The Mysterious Medics                                                                       | 1               | 25 de noviembre de 1965  | Chattanooga, Tennessee        | |
| Título vacante                                                                              | Título vacante  | diciembre de 1965        |                               | Los campeonatos quedaron vacantes luego de una final en un torneo que terminó en polémica, entre Antonio Inoki y Hiro Matsuda. |
| Mario Milano & Len Rossi                                                                    | 2               | 11 de enero de 1966      | Nashville, Tennessee          | Ganaron los campeonatos en un torneo de 3 equipos, a The Mysterious Medics y Matsuda & Inoki. |
| Alex Perez & Tojo Yamamoto                                                                  | 6               | 9 de febrero de 1966     | Nashville, Tennessee          | |
| Mario Milano & Len Rossi                                                                    | 3               | 15 de febrero de 1966    | Nashville, Tennessee          | |
| The Great Higami & Tojo Yamamoto                                                            | 1               | 21 de junio de 1966      | Birmingham, Alabama           | |
| Mario Milano & Len Rossi                                                                    | 4               | julio de 1966            |                               | |
| The Blue Infernos                                                                           | 1               | 29 de octubre de 1966    | Nashville, Tennessee          | |
| Mario Milano & Len Rossi                                                                    | 5               | noviembre de 1966        |                               | |
| Corsica Joe & Chin Lee                                                                      | 1               | diciembre de 1966        | Birmingham, Alabama           | |
|                                                                                             |                 |                          |                               | |
| Rip & Tim Tyler                                                                             | 1               | junio de 1967            |                               | |
| Billy & Jimmy Hines                                                                         | 1               | 12 de junio de 1967      | Birmingham, Alabama           | |
|                                                                                             |                 |                          |                               | |
| Tomayo Soto & The Great Yamaha                                                              | 1               | agosto de 1967           |                               | |
|                                                                                             |                 |                          |                               | |
| Len Rossi & Tomayo Soto                                                                     | 1               | octubre de 1967          |                               | Derrotaron a Don y Ron Carson. |
|                                                                                             |                 |                          |                               | |
| Título vacante                                                                              | Título vacante  | abril de 1968            |                               | |
| Don Carson & The Red Shadow                                                                 | 1               | abril de 1968            | Tampa, Florida                | Ganaron un torneo posiblemente ficticio. |
| Dennis Hall & Ken Lucas                                                                     | 1               | 25 de abril de 1968      | Chattanooga, Tennessee        | |
| Don Carson & The Red Shadow                                                                 | 2               | 2 de mayo de 1968        | Chattanooga, Tennessee        | |
| Dennis Hall & Ken Lucas                                                                     | 2               | 27 de mayo de 1968       | Memphis, Tennessee            | |
| Don Carson & The Red Shadow                                                                 | 3               | 24 de junio de 1968      | Memphis, Tennessee            | |
| Jackie Fargo & Lou Thesz                                                                    | 1               | 13 de agost de 1968      | Memphis, Tennessee            | |
| Don Carson & The Red Shadow                                                                 | 4               | 20 de agosto de 1968     | Memphis, Tennessee            | |
| Buddy Fuller & Lester Welch                                                                 | 2               | 9 de septiembre de 1968  | Memphis, Tennessee            | |
| Don Carson & The Red Shadow                                                                 | 5               | 30 de septiembre de 1968 | Memphis, Tennessee            | |
| The Mighty Yankees (Frank Morrell & Eddie Sullivan)                                         | 1               | 10 de octubre de 1968    | Chattanooga, Tennessee        | |
| Bobby & Lee Fields                                                                          | 1               | 30 de diciembre de 1968  | Memphis, Tennessee            | |
| The Mighty Yankees (Frank Morrell & Eddie Sullivan)                                         | 2               | 6 de enero de 1969       | Memphis, Tennessee            | |
| Dennis Hall & Ken Lucas                                                                     | 3               | 18 de enero de 1969      | Memphis, Tennessee            | |
| The Mighty Yankees (Frank Morrell & Eddie Sullivan)                                         | 3               | enero de 1969            |                               | |
| Ken Lucas & Johnny Walker                                                                   | 1               | 2 de febrero de 1969     | Memphis, Tennessee            | |
| The Mighty Yankees (Frank Morrell & Eddie Sullivan)                                         | 4               | febrero de 1969          |                               | |
| Bill & Joe Sky                                                                              | 1               | 27 de febrero de 1969    | Lexington, Kentucky           | |
| The Mighty Yankees (Frank Morrell & Eddie Sullivan)                                         | 4               | marzo de 1969            |                               | |
| Ken Lucas & Johnny Walker                                                                   | 2               | 13 de marzo de 1969      | Chattanooga, Tennessee        | |
|                                                                                             |                 |                          |                               | |
| Bob Ramstead & Johnny Walker                                                                | 1               | 28 de abril de 1969      | Memphis, Tennessee            | Derrotaron a Johnny Long y Tojo Yamamoto. |
| Johnny Long & Tojo Yamamoto                                                                 | 1               | 19 de mayo de 1969       | Memphis, Tennessee            | |
| The Sundown Kid & Johnny Walker                                                             | 1               | 9 de junio de 1969       | Memphis, Tennessee            | |
| Johnny Long & Tojo Yamamoto                                                                 | 2               | 16 de junio de 1969      | Memphis, Tennessee            | |
| Dennis Hall & Johnny Walker                                                                 | 1               | 11 de agosto de 1969     | Memphis, Tennessee            | |
| The Heavenly Bodies (Al & Don Greene)                                                       | 1               | 6 de octubre de 1969     | Memphis, Tennessee            | |
| Jackie Fargo & Dennis Hall                                                                  | 1               | 20 de octubre de 1969    | Memphis, Tennessee            | |
| The Heavenly Bodies (Al & Don Greene)                                                       | 2               | 3 de noviembre de 1969   | Memphis, Tennessee            | |
| Bearcat Brown & Les Thatcher                                                                | 1               | 10 de noviembre de 1969  | Memphis, Tennessee            | |
| The Heavenly Bodies (Al & Don Greene)                                                       | 3               | 17 de noviembre de 1969  | Memphis, Tennessee            | |
| Dennis Hall & Johnny Long                                                                   | 1               | 15 de diciembre de 1969  | Memphis, Tennessee            | |
| The Heavenly Bodies (Al & Don Greene)                                                       | 4               | 23 de diciembre de 1969  | Memphis, Tennessee            | |
| Dennis Hall & Johnny Walker                                                                 | 2               | 19 de enero de 1970      | Memphis, Tennessee            | |
| Título vacante                                                                              | Título vacante  |                          | 1970                          | |
| Al Greene & Frank Martinez                                                                  | 1               | 6 de abril de 1970       | Memphis, Tennessee            | Derrotaron a Johnny Walker y Tojo Yamamoto en la final de un torneo. |
| Bearcat Brown & Len Rossi                                                                   | 1               | 4 de mayo de 1970        | Memphis, Tennessee            | |
| Al Greene & Frank Martinez                                                                  | 2               | 18 de mayo de 1970       | Memphis, Tennessee            | |
| The Interns (Billy Garrett & Jim Starr)                                                     | 1               | 18 de mayo de 1970       | Memphis, Tennessee            | |
| Al Greene & Frank Martinez                                                                  | 3               | julio de 1970            |                               | |
| The Interns (Billy Garrett & Jim Starr)                                                     | 2               | 27 de julio de 1970      | Memphis, Tennessee            | |
| Johnny Walker & Tojo Yamamoto                                                               | 2               | 24 de agosto de 1970     | Memphis, Tennessee            | |
| The Interns (Billy Garrett & Jim Starr)                                                     | 3               | 7 de septiembre de 1970  | Memphis, Tennessee            | |
| Jerry Jarrett & Tojo Yamamoto                                                               | 1               | octubre de 1970          | Louisville, Kentucky          | Eddie Marlin fue el árbitro invitado. |
| The Heavenly Bodies (Al & Don Greene)                                                       | 5               | diciembre de 1970        |                               | |
| Jerry Jarrett & Tojo Yamamoto                                                               | 2               | 9 de enero de 1971       | Chattanooga, Tennessee        | |
| Dennis Hall & Johnny Walker                                                                 | 1               | 1971                     |                               | |
| The Heavenly Bodies (Al & Don Greene)                                                       | 6               | 1971                     |                               | |
| Jerry Jarrett & Tojo Yamamoto                                                               | 3               | 31 de mayo de 1971       | Memphis, Tennessee            | |
| The Heavenly Bodies (Al & Don Greene)                                                       | 7               | 21 de junio de 1971      | Memphis, Tennessee            | Derrotaron a Jerry Jarrett y Jackie Fargo, este último sustituyó a Yamamoto. |
| Jerry Jarrett & Jackie Fargo                                                                | 1               | 28 de junio de 1971      | Memphis, Tennessee            | |
|                                                                                             |                 |                          |                               | |
| Karl & Kurt Von Brauner                                                                     | 1               | julio de 1971            |                               | |
| Stan Frazier & Dennis Hall                                                                  | 1               | 1971                     |                               | |
| The Interns (Jim Starr & Tom Andrews)                                                       | 1               | 1971                     |                               | |
| Bearcat Brown & Len Rossi                                                                   | 1               | 1971                     |                               | |
|                                                                                             |                 |                          |                               | |
| Norvell Austin & Sputnik Monroe                                                             | 1               | mayo de 1972             |                               | |
| Karl & Kurt Von Brauner                                                                     | 2               | junio de 1972            |                               | |
|                                                                                             |                 |                          |                               | |
| The Interns (Jim Starr & Tom Andrews)                                                       | 2               | 1972                     |                               | |
| Jackie & Sonny Fargo                                                                        | 2               | 17 de junio de 1972      | Chattanooga, Tennessee        | |
| The Interns (Jim Starr & Tom Andrews)                                                       | 3               | 17 de diciembre de 1972  | Chattanooga, Tennessee        | |
| Len Rossi & Kevin Sullivan                                                                  | 1               | 1972                     |                               | |
|                                                                                             |                 |                          |                               | |
| The Bounty Hunters (David & Jerry Novak)                                                    | 1               | 23 de diciembre de 1972  | Chattanooga, Tennessee        | |
| The Bounty Hunters (David & Jerry Novak)                                                    | 2               | 30 de diciembre de 1972  | Chattanooga, Tennessee        | |
|                                                                                             |                 |                          |                               | |
| Jerry Jarrett & Tojo Yamamoto                                                               | 4               | enero de 1973            |                               | |
| The Bounty Hunters (David & Jerry Novak)                                                    | 3               | 13 de febrero de 1973    | Chattanooga, Tennessee        | |
| Jackie Fargo & Jerry Jarrett                                                                | 2               | 20 de febrero de 1973    | Chattanooga, Tennessee        | |
| Jerry Lawler & Jim White                                                                    | 1               | 28 de marzo de 1973      | Nashville, Tennessee          | |
| Jackie Fargo & Jerry Jarrett                                                                | 3               | 18 de abril de 1973      | Nashville, Tennessee          | |
| Jerry Lawler & Jim White                                                                    | 2               | 9 de mayo de 1973        | Nashville, Tennessee          | |
| Título vacante                                                                              | Título vacante  |                          | 1973                          | |
| Jerry Lawler & Jim White                                                                    | 3               | 1973                     | Memphis, Tennessee            | Derrotaron a Jeff Jarrett y Tojo Yamamoto en la final de un torneo. |
| Jerry Jarrett & Johnny Marlin                                                               | 1               | 30 de junio de 1973      | Chattanooga, Tennessee        | |
| Jerry Lawler & Jim White                                                                    | 4               | 7 de julio de 1973       | Chattanooga, Tennessee        | |
| Tommy Gilbert & Eddie Marlin                                                                | 1               | 15 de agosto de 1973     | Nashville, Tennessee          | Derrotaron a Lawler y Scorpion. |
| The Mighty Yankees (Frank Morrell & Eddie Sullivan)                                         | 6               | 15 de septiembre de 1973 |                               | |
| Tommy Gilbert & Eddie Marlin                                                                | 1               | 22 de septiembre de 1973 |                               | |
| Ron & Terry Garvin                                                                          | 1               | 9 de octubre de 1973     | Memphis, Tennessee            | |
|                                                                                             |                 |                          |                               | |
| The Infernos (Ron Gibson & Stan Pulaski)                                                    | 1               | enero de 1974            |                               | |
|                                                                                             |                 |                          |                               | |
| Charlie Fulton & Bobby Mayne                                                                | 1               | junio de 1974            |                               | |
| Ricky Gibson & Tommy Gilbert                                                                | 1               | julio de 1974            |                               | |
|                                                                                             |                 |                          |                               | |
| Al Greene & Phil Hickerson                                                                  | 1               | septiembre de 1974       |                               | |
| Jerry Jarrett & Tojo Yamamoto                                                               | 5               | octubre de 1974          |                               | |
|                                                                                             |                 |                          |                               | |
| Jerry Lawler & Tojo Yamamoto                                                                | 1               | noviembre de 1974        |                               | |
| Al Greene & Phil Hickerson                                                                  | 2               | diciembre de 1974        |                               | |
| Jerry Lawler & Tojo Yamamoto                                                                | 2               | diciembre de 1974        |                               | |
|                                                                                             |                 |                          |                               | |
| Eddie Marlin & Tojo Yamamoto                                                                | 1               | 7 de enero de 1975       | Louisville, Kentucky          | |
| George Barnes & Bill Dundee                                                                 | 1               | 10 de marzo de 1975      | Memphis, Tennessee            | |
| Jimmy Golden & Tojo Yamamoto                                                                | 1               | mayo de 1975             |                               | |
| Otto Von Heller & Karl Von Steiger                                                          | 1               | 16 de junio de 1975      | Memphis, Tennessee            | |
| Jackie Fargo & Mr. Wrestling                                                                | 1               | 23 de junio de 1975      | Memphis, Tennessee            | |
| Otto Von Heller & Karl Von Steiger                                                          | 2               | julio de 1975            |                               | |
| Jackie Fargo & Don Greene                                                                   | 2               | julio de 1975            |                               | |
|                                                                                             |                 |                          |                               | |
| The Interns (Jim Starr & Tom Andrews)                                                       | 4               | octubre de 1975          |                               | |
| Bearcat Brown & Tommy Gilbert                                                               | 1               | 21 de diciembre de 1975  | Memphis, Tennessee            | |
|                                                                                             |                 |                          |                               | |
| The Bounty Hunters (David & Jerry Novak)                                                    | 4               | febrero de 1976          |                               | |
| Bearcat Brown & Tommy Gilbert                                                               | 2               | febrero de 1976          |                               | |
|                                                                                             |                 |                          |                               | |
| Big Bad John & Bill Dundee                                                                  | 1               | 1976                     |                               | |
| Jerry Lawler & Playboy Frazier                                                              | 1               | abril de 1976            |                               | |
| Big Bad John & Bill Dundee                                                                  | 2               | 1976                     |                               | |
| Roger Kirby & David Schultz                                                                 | 1               | mayo de 1976             |                               | |
|                                                                                             |                 |                          |                               | |
| Jerry Lawler & Scorpion                                                                     | 1               | mayo de 1976             |                               | |
| Jackie Fargo & Jerry Jarrett                                                                | 4               | 1976                     |                               | |
|                                                                                             |                 |                          |                               | |
| Dennis Condrey & Phil Hickerson                                                             | 1               | junio de 1976            |                               | |
| Bill Dundee & Tommy Rich                                                                    | 1               | junio de 1976            |                               | |
| Dennis Condrey & Phil Hickerson                                                             | 2               | julio de 1976            |                               | |
| Danny Little Bear & Chief Thundercloud                                                      | 1               | noviembre de 1976        |                               | |
| Dutch Mantel & David Schultz                                                                | 1               | diciembre de 1976        |                               | |
|                                                                                             |                 |                          |                               | |
| Gorgeous George, Jr. & Porkchop Cash                                                        | 1               | febrero de 1977          |                               | |
|                                                                                             |                 |                          |                               | |
| Gorgeous George, Jr. & Jerry Lawler                                                         | 1               | 1977                     |                               | |
|                                                                                             |                 |                          |                               | |
| Gorgeous George, Jr. & Jerry Lawler                                                         | 2               | 1977                     |                               | |
|                                                                                             |                 |                          |                               | |
| Ricky & Robert Gibson                                                                       | 1               | 1977                     |                               | |
|                                                                                             |                 |                          |                               | |
| Dennis Condrey & Phil Hickerson                                                             | 3               | marzo de 1977            |                               | |
| Bob Ellis & Jimmy Garvin                                                                    | 1               | julio de 1977            |                               | |
| The Hollywood Blonds (Jerry Brown & Buddy Roberts)                                          | 1               | septiembre de 1977       |                               | |
| Norvell Austin & Pat Barrett                                                                | 1               | 1977                     |                               | |
| The Samoans (Afa & Sika)                                                                    | 1               | octubre de 1977          |                               | |
| Dennis Condrey & Phil Hickerson                                                             | 4               | 28 de noviembre de 1977  | Memphis, Tennessee            | |
| Norvell Austin & Bill Dundee                                                                | 1               | 5 de diciembre de 1977   | Memphis, Tennessee            | |
| Dennis Condrey & Phil Hickerson                                                             | 5               | febrero de 1978          |                               | |
| Jerry Lawler & Bill Dundee                                                                  | 1               | 1978                     |                               | |
| Jos LeDuc & Jean Louie                                                                      | 1               | mayo de 1978             |                               | Los campeonatos fueron renombrados a AWA Southern Tag Team Championship en colaboración con la American Wrestling Association. Los campeonatos fueron presentados como tal a partir de julio de 1978.                                      |
| AWA Southern Tag Team Championship                                                          |                 |                          |                               | |
| Jerry Lawler & Mongolian Stomper                                                            | 1               | 1978                     |                               | |
| Título vacante                                                                              | Título vacante  | 1978                     |                               | Los campeonatos quedaron vacantes luego de que Stomper atacara a Lawler. |
| The Bounty Hunters (David & Jerry Novak)                                                    | 5               | septiembre de 1978       |                               | |
|                                                                                             |                 |                          |                               | |
| Jerry Lawler & Bill Dundee                                                                  | 2               | 1978                     |                               | |
| Dennis Condrey & Phil Hickerson                                                             | 6               | 18 de diciembre de 1978  | Memphis, Tennessee            | |
| Título vacante                                                                              | Título vacante  | enero de 1979            |                               | |
| Robert Fuller & Toru Tanaka                                                                 | 1               | 22 de enero de 1979      | Memphis, Tennessee            | Fuller ganó los campeonatos por su equipo a Don Carson & Dennis Condrey en la final de un torneo, pero Tanaka abandonó el ring a mitad de la lucha.                                                                                        |
| Don Carson & Dennis Condrey                                                                 | 1               | febrero de 1979          |                               | Ganaron los campeonatos por abandono, luego de que el equipo de Robert Fuller & Toru Tanaka se dividiera. |
| Bill Dundee & Robert Gibson                                                                 | 1               | 26 de febrero de 1979    | Memphis, Tennessee            | |
| The Assassins (Jody Hamilton & Tom Renesto)                                                 | 1               | 23 de abril de 1979      | Memphis, Tennessee            | |
| Bill Dundee & Robert Fuller                                                                 | 1               | 7 de mayo de 1979        | Memphis, Tennessee            | |
| Mr. Fuji & Toru Tanaka                                                                      | 1               | 14 de mayo de 1979       | Memphis, Tennessee            | |
| Jerry Lawler & Bill Dundee                                                                  | 3               | 4 de junio de 1979       | Memphis, Tennessee            | |
| The Blond Bombers (Jody Hamilton & Tom Renesto)                                             | 1               | 15 de junio de 1979      | Tupelo, Misisipi              | |
| Ricky & Robert Gibson                                                                       | 2               | 1979                     |                               | |
| The Blond Bombers (Jody Hamilton & Tom Renesto)                                             | 2               | agosto de 1979           |                               | |
| Terry Gordy & Michael Hayes                                                                 | 1               | septiembre de 1979       |                               | |
| The Blond Bombers (Jody Hamilton & Tom Renesto)                                             | 3               | septiembre de 1979       |                               | |
| Hector Guerrero & Steve Regal                                                               | 1               | 19 de noviembre de 1979  | Memphis, Tennessee            | |
| The Assassins (Jody Hamilton & Tom Renesto)                                                 | 2               | 2 de diciembre de 1979   | Memphis, Tennessee            | |
| Ricky & Robert Gibson                                                                       | 3               | 1 de enero de 1980       | Memphis, Tennessee            | |
| The Assassins (Jody Hamilton & Tom Renesto)                                                 | 3               | 7 de enero de 1980       | Memphis, Tennessee            | |
| Ken Lucas & Billy Robinson                                                                  | 1               | 18 de febrero de 1980    | Memphis, Tennessee            | |
| The Assassins (Jody Hamilton & Tom Renesto)                                                 | 4               | 25 de febrero de 1980    | Memphis, Tennessee            | |
| Ken Lucas & Billy Robinson                                                                  | 2               | 6 de marzo de 1980       | Lexington, Kentucky           | |
| Paul Ellering & Sheik Ali Hassan                                                            | 1               | 11 de marzo de 1980      | Louisville, Kentucky          | |
| Ken Lucas & Billy Robinson                                                                  | 3               | abril de 1980            |                               | |
| Dennis Condrey & David Schultz                                                              | 1               | 7 de abril de 1980       | Memphis, Tennessee            | |
| Rocky Johnson & Jimmy Valiant                                                               | 1               | 12 de mayo de 1980       | Memphis, Tennessee            | |
| Gypsy Joe & Skull Murphy                                                                    | 1               | 25 de mayo de 1980       | Memphis, Tennessee            | |
| Jackie & Randy Fargo                                                                        | 1               | junio de 1980            |                               | |
| Título vacante                                                                              | Título vacante  | 18 de junio de 1980      |                               | Los campeonatos quedaron vacantes luego del retiro de Jackie Fargo. |
| Gypsy Joe & Skull Murphy                                                                    | 2               | junio de 1980            | Wheeling, Virginia Occidental | Derrotaron a Rocky Johnson y Jimmy Valiant. |
| Ken Lucas & Ricky Morton                                                                    | 1               | junio de 1980            | Memphis, Tennessee            | |
| Killer Karl Krupp & El Mongol                                                               | 1               | 28 de julio de 1980      | Memphis, Tennessee            | Derrotaron a Lucas y Paul Ellering, este último sustituyó a Morton. |
| Eddie & Tommy Gilbert                                                                       | 1               | 25 de agosto de 1980     | Louisville, Kentucky          | |
| The Angel & Sonny King                                                                      | 1               | 15 de septiembre de 1980 | Memphis, Tennessee            | |
| Eddie Gilbert & Tommy Gilbert                                                               | 2               | 29 de septiembre de 1980 | Memphis, Tennessee            | |
| Bill Irwin & Larry Latham                                                                   | 1               | 27 de octubre de 1980    | Memphis, Tennessee            | |
| Ken Lucas & Ricky Morton                                                                    | 2               | 3 de noviembre de 1980   | Memphis, Tennessee            | |
| Roger Kirby & Guy Mitchell                                                                  | 1               | 24 de noviembre de 1980  | Memphis, Tennessee            | |
| Bill Dundee & Tommy Rich                                                                    | 2               | 22 de diciembre de 1980  | Memphis, Tennessee            | |
| The Bounty Hunters (David & Jerry Novak)                                                    | 6               | 2 de febrero de 1981     |                               | |
| Bill Dundee & Tommy Rich                                                                    | 3               | 15 de febrero de 1981    |                               | |
| Wayne Farris & Tojo Yamamoto                                                                | 1               | 7 de marzo de 1981       |                               | Derrotaron a Dundee en un handicap match. Tommy Rich no pudo luchar por una lesión. |
| Bill Dundee & Dream Machine                                                                 | 1               | marzo de 1981            |                               | |
| Masa Fuchi & Mr. Onita                                                                      | 1               | 23 de marzo de 1981      | Memphis, Tennessee            | |
| Bill Dundee & Dream Machine                                                                 | 2               | 6 de abril de 1981       | Memphis, Tennessee            | |
| Wayne Farris & Kevin Sullivan                                                               | 1               | 25 de mayo de 1981       | Memphis, Tennessee            | |
|                                                                                             |                 |                          |                               | |
| Bill Dundee & Jerry Lawler                                                                  | 4               | 1981                     |                               | |
| Masa Fuchi & Mr. Onita                                                                      | 2               | 1981                     | Memphis, Tennessee            | |
| Ricky & Robert Gibson                                                                       | 4               | 1 de agosto de 1981      | Memphis, Tennessee            | |
| Masa Fuchi & Mr. Onita                                                                      | 3               | agosto de 1981           |                               | |
| Eddie Gilbert & Ricky Morton                                                                | 1               | 31 de agosto de 1981     | Memphis, Tennessee            | |
| The Heartbreakers (Joey Cagle & Rocky Sortor)                                               | 1               | 7 de septiembre de 1981  | Memphis, Tennessee            | |
| Ricky & Robert Gibson                                                                       | 5               | 14 de septiembre de 1981 | Memphis, Tennessee            | |
| Stan Lane & Sweet Brown Sugar                                                               | 1               | septiembre de 1981       |                               | Derrotaron a Ricky Gibson en un handicap match. |
| Bill Dundee & Steve Keirn                                                                   | 1               | 16 de noviembre de 1981  | Memphis, Tennessee            | |
| The Midnight Express (Norvell Austin, Dennis Condrey & Randy Rose)                          | 1               | 1982                     |                               | Austin derrotó a Keirn por descalificación. Los tres luchadores fueron reconocidos como campeones. |
| Título vacante                                                                              | Título vacante  | 1982                     |                               | Los campeonatos quedaron vacantes luego de la controversial victoria por descalificación. |
| Bobby Eaton & Sweet Brown Sugar                                                             | 1               | 14 de marzo de 1982      | Louisville, Kentucky          | Derrotaron a Robert Gibson y Stan Lane en la final de un torneo. |
| Bill Dundee & Steve Keirn                                                                   | 2               | 12 de abril de 1982      | Memphis, Tennessee            | |
| The Midnight Express (Norvell Austin, Dennis Condrey & Randy Rose)                          | 2               | mayo de 1982             |                               | |
| Ron Bass & Stan Lane                                                                        | 1               | 5 de julio de 1982       | Memphis, Tennessee            | Derrotaron a Norvell Austin y Dennis Condrey. |
| Dream Machine & Jim Mitchell                                                                | 1               | 9 de agosto de 1982      | Memphis, Tennessee            | |
| Bobby Eaton & Sweet Brown Sugar                                                             | 2               | 16 de agosto de 1982     | Memphis, Tennessee            | |
| Steve Keirn & Terry Taylor                                                                  | 1               | 30 de agosto de 1982     | Memphis, Tennessee            | |
|                                                                                             |                 |                          |                               | |
| The Fabulous Ones (Steve Keirn & Stan Lane)                                                 | 1               | 25 de octubre de 1982    | Memphis, Tennessee            | Derrotaron a Bobby Eaton y Koko Ware. |
| Bobby Eaton & Duke Myers                                                                    | 1               | diciembre de 1982        |                               | |
| The Fabulous Ones (Steve Keirn & Stan Lane)                                                 | 2               | diciembre de 1982        |                               | |
| The Sheepherders (Jonathan Boyd y Luke Williams)                                            | 1               | 27 de diciembre de 1982  | Memphis, Tennessee            | |
| The Fabulous Ones (Steve Keirn & Stan Lane)                                                 | 3               | 6 de febrero de 1983     | Memphis, Tennessee            | Se le otorga el título cuando Williams pierde una defensa programada. |
| The Sheepherders (Jonathan Boyd y Luke Williams)                                            | 2               | 7 de febrero de 1983     | Louisville, Kentucky          | |
| The Fabulous Ones (Steve Keirn & Stan Lane)                                                 | 4               | 13 de febrero de 1983    | Memphis, Tennessee            | |
| The Moondogs (Rex & Spot)                                                                   | 4               | 4 de abril de 1983       | Memphis, Tennessee            | |
| The Fabulous Ones (Steve Keirn & Stan Lane)                                                 | 5               | 25 de abril de 1983      |                               | |
| Bobby Eaton & Duke Myers                                                                    | 2               | 16 de abril de 1983      | Memphis, Tennessee            | |
| The Fabulous Ones (Steve Keirn & Stan Lane)                                                 | 6               | 14 de junio de 1983      | Louisville, Kentucky          | |
| The Grapplers (Tony Anthony & Len Denton)                                                   | 1               | 8 de agosto de 1983      | Memphis, Tennessee            | |
| Dutch Mantel & Koko Ware                                                                    | 1               | 19 de septiembre de 1983 | Memphis, Tennessee            | |
| The Bruiser Brothers (Troy Graham & Porkchop Cash)                                          | 1               | 3 de octubre e 1983      | Memphis, Tennessee            | |
| The Rock 'n' Roll Express (Robert Gibson & Ricky Morton)                                    | 1               | 7 de noviembre de 1983   | Memphis, Tennessee            | |
| The Bruiser Brothers (Troy Graham & Porkchop Cash)                                          | 2               | 14 de noviembre de 1983  | Memphis, Tennessee            | |
| The Fabulous Ones (Steve Keirn & Stan Lane)                                                 | 7               | 28 de noviembre de 1983  | Memphis, Tennessee            | |
| Título vacante                                                                              | Título vacante  | 24 de enero de 1984      | Memphis, Tennessee            | The Zambuie Express ganaron los campeonatos por abandono, sin embargo, esto no está permitido y los títulos quedaron vacantes. |
| The Zambuie Express (Elijah Akeem & Kareem Muhammad)                                        | 1               | 31 de enero de 1984      | Memphis, Tennessee            | Derrotaron a The Pretty Young Things en la final de un torneo. |
| The Pretty Young Things (Norvell Austin & Sweet Brown Sugar)                                | 1               | 6 de febrero de 1984     | Memphis, Tennessee            | |
| The Zambuie Express (Elijah Akeem & Kareem Muhammad)                                        | 2               | 14 de febrero de 1984    | Memphis, Tennessee            | |
| Jerry Lawler & Jos LeDuc                                                                    | 1               | 12 de marzo de 1984      | Memphis, Tennessee            | |
| Título vacante                                                                              | Título vacante  | 19 de marzo de 1984      | Memphis, Tennessee            | Los campeonatos quedaron vacantes luego que LeDuc y Jimmy Hart habandonaran a Lawler dividiendo al equipo campeón en una lucha six-man tag team match ante The Zambuie Express y J.J. Dillon el 18 de marzo de 1984 en Memphis, Tennessee. |
| Eddie Gilbert & Tommy Rich                                                                  | 1               | 26 de marzo de 1984      | Memphis, Tennessee            | Derrotaron a The Pretty Young Things en la final de un torneo. |
| Phil Hickerson & The Spoiler                                                                | 1               | 18 de junio de 1984      | Memphis, Tennessee            | |
| Título vacante                                                                              | Título vacante  | 9 de julio de 1984       | Memphis, Tennessee            | Los campeonatos quedaron vacantes después de ser defendidos en una lucha ante Dutch Mantel y Porkchop Cash. |
| Phil Hickerson & The Spoiler                                                                | 2               | 16 de julio de 1984      | Memphis, Tennessee            | Derrotaron a Mantel y Cash en una revancha. |
| The Rock 'n' Roll Express (Robert Gibson & Ricky Morton)                                    | 2               | 13 de agosto de 1984     | Memphis, Tennessee            | |
| The Nightmares (Danny Davis & Ken Wayne)                                                    | 1               | 20 de agosto de 1984     | Memphis, Tennessee            | |
| Dutch Mantel & Tommy Rich                                                                   | 1               | 15 de septiembre de 1984 | Memphis, Tennessee            | |
| Título vacante                                                                              | Título vacante  | 1 de octubre de 1984     | Memphis, Tennessee            | Los campeonatos quedaron vacantes cuando Mantel y Rich se dividieron como equipo. |
| King Kong Bundy & Rick Rude                                                                 | 1               | 8 de octubre de 1984     | Memphis, Tennessee            | Derrotaron a The Fabulous Ones en la final de un torneo. |
| The Fabulous Ones (Steve Keirn & Stan Lane)                                                 | 8               | 22 de octubre de 1984    | Memphis, Tennessee            | |
| The Interns (Don Bass & Roger Smith)                                                        | 1               | 3 de diciembre de 1984   |                               | |
| Título vacante                                                                              | Título vacante  | 7 de enero de 1985       | Memphis, Tennessee            | Los campeonatos quedaron vacantes luego de una lucha ante The Dirty White Boys (Tony Anthony & Len Denton) terminando sin resultado. |
| The Interns (Don Bass & Roger Smith)                                                        | 2               | 14 de enero de 1985      | Memphis, Tennessee            | Derrotaron a The Rock 'n' Roll Express en la final de un torneo. |
| The Fabulous Ones (Steve Keirn & Stan Lane)                                                 | 9               | 18 de febrero de 1985    | Memphis, Tennessee            | |
| The PYT Express (Norvell Austin & Koko Ware)                                                | 2               | 15 de abril de 1985      | Memphis, Tennessee            | |
| Título vacante                                                                              | Título vacante  | junio de 1985            | Memphis, Tennessee            | Los campeonatos quedaron vacantes luego de que The PYT Express utilizara un sustituto en una lucha ante The Fabulous Ones. |
| The Fabulous Ones (Steve Keirn & Stan Lane)                                                 | 10              | 17 de junio de 1985      | Memphis, Tennessee            | Derrotaron a Ron Sexton y Billy Travis en la final de un torneo. |
| The Sheepherders (Jonathan Boyd y Rip Morgan)                                               | 1               | 22 de junio de 1985      | Memphis, Tennessee            | The Sheepherders fueron despojados de los títulos luego de haberlos ganados, sin embargo, fueron devueltos por la demanda de estos. |
| The Fabulous Ones (Steve Keirn & Stan Lane)                                                 | 11              | 5 de septiembre de 1985  | Lexington, Kentucky           | |
| The Sheepherders (Jonathan Boyd y Rip Morgan)                                               | 2               | 6 de septiembre de 1985  | Memphis, Tennessee            | |
| The Fabulous Ones (Steve Keirn & Stan Lane)                                                 | 12              | 9 de septiembre de 1985  | Memphis, Tennessee            | |
| The Sheepherders (Jonathan Boyd y Rip Morgan)                                               | 3               | 16 de septiembre de 1985 | Memphis, Tennessee            | |
| The Fabulous Ones (Steve Keirn & Stan Lane)                                                 | 13              | 17 de septiembre de 1985 | Louisville, Kentucky          | |
| The Sheepherders (Jonathan Boyd y Rip Morgan)                                               | 4               | septiembre de 1985       |                               | |
| The Fabulous Ones (Steve Keirn & Stan Lane)                                                 | 14              | 14 de octubre de 1985    | Memphis, Tennessee            | |
| Bill Dundee & Dutch Mantel                                                                  | 1               | 11 de noviembre de 1985  | Memphis, Tennessee            | |
| Austin Idol & Jerry Lawler                                                                  | 1               | 9 de diciembre de 1985   | Memphis, Tennessee            | |
| Título vacante                                                                              | Título vacante  | 30 de diciembre de 1985  | Memphis, Tennessee            | Los campeonatos quedaron vacantes cuando Lawler pierde una lucha de "perdedor abandona la ciudad" ante Bill Dundee. |
| The Fantastics (Bobby Fulton & Tommy Rogers)                                                | 1               | 13 de enero de 1986      | Memphis, Tennessee            | Derrotaron a The Sheepherders (Jonathan Boyd & Bigfoot) en la final de un torneo. |
| The MOD Squad                                                                               | 1               | 24 de marzo de 1986      | Memphis, Tennessee            | Ganaron los campeonatos por incomparecencia. |
| Giant Hillbilly Elmer & Jerry Lawler                                                        | 1               | 23 de junio de 1986      | Memphis, Tennessee            | |
| Fire (Don Bass) & Flame (Roger Smith)                                                       | 1               | 18 de julio de 1986      | Jackson, Tennessee            | |
| Giant Hillbilly Elmer & Cousin Junior                                                       | 1               | 1 de septiembre de 1986  | Memphis, Tennessee            | |
| Don Bass & Dirty Rhodes                                                                     | 1               | septiembre de 1986       |                               | |
| Big Bubba & Jerry Lawler                                                                    | 1               | 3 de noviembre de 1986   | Memphis, Tennessee            | |
| Título vacante                                                                              | Título vacante  | 3 de noviembre de 1986   | Memphis, Tennessee            | Los campeonatos quedaron vacantes cuando Bubba atacó a Lawler luego de haberlos ganado. |
| The Sheepherders (Jonathan Boyd y Bigfoot)                                                  | 1               | 10 de noviembre de 1986  | Memphis, Tennessee            | Derrotaron a Jeff Jarrett y Billy Travis en la final de un torneo. |
| Jeff Jarrett & Billy Travis                                                                 | 1               | 17 de noviembre de 1986  | Memphis, Tennessee            | |
| The Rock 'n' Roll RPMs (Mike Davis y Tommy Lane)                                            | 1               | 5 de enero de 1987       | Memphis, Tennessee            | |
| Jeff Jarrett & Billy Travis                                                                 | 2               | 12 de enero de 1987      | Memphis, Tennessee            | |
| The Rock 'n' Roll RPMs (Mike Davis y Tommy Lane)                                            | 2               | 19 de enero de 1987      | Memphis, Tennessee            | |
| Jeff Jarrett & Pat Tanaka                                                                   | 1               | 2 de febrero de 1987     | Memphis, Tennessee            | |
| Big Bubba & Goliath                                                                         | 1               | 23 de febrero de 1987    | Memphis, Tennessee            | |
| Rocky Johnson & Soul Train Jones                                                            | 1               | 6 de abril de 1987       | Memphis, Tennessee            | |
| Chick Donovan & Jack Hart                                                                   | 1               | 4 de mayo de 1987        |                               | |
| Título vacante                                                                              | Título vacante  | 1 de junio de 1987       |                               | Los campeonatos quedaron vacantes cuando Donovan abandonó la promoción. |
| Mark Starr & Billy Travis                                                                   | 1               | 8 de junio de 1987       | Memphis, Tennessee            | Derrotaron a Phil Hickerson y Mr. Shima en la final de un torneo. |
| The Clones (Mike & Pat Kelly)                                                               | 1               | 6 de julio de 1987       | Memphis, Tennessee            | |
| Título vacante                                                                              | Título vacante  | julio de 1987            |                               | Los campeonatos quedaron vacantes cuando uno de los The Clones sufrió una lesión. |
| Jeff Jarrett & Billy Travis                                                                 | 3               | 11 de julio de 1987      | Jackson, Tennessee            | Derrotaron a Badd Company en la final de un torneo. |
| Badd Company (Paul Diamond & Pat Tanaka)                                                    | 1               | 8 de agosto de 1987      | Jackson, Tennessee            | |
| The Nasty Boys (Brian Knobbs & Jerry Sags)                                                  | 1               | 14 de septiembre de 1987 | Memphis, Tennessee            | |
| The Rock 'n' Roll RPMs (Mike Davis y Tommy Lane)                                            | 3               | 21 de septiembre de 1987 | Memphis, Tennessee            | |
| The Nasty Boys (Brian Knobbs & Jerry Sags)                                                  | 2               | 3 de octubre de 1987     | Memphis, Tennessee            | |
| The Rock 'n' Roll RPMs (Mike Davis y Tommy Lane)                                            | 4               | 10 de octubre de 1987    | Memphis, Tennessee            | |
| The Midnight Rockers (Marty Jannetty & Shawn Michaels)                                      | 1               | 26 de octubre de 1987    | Memphis, Tennessee            | |
| The Rock 'n' Roll RPMs (Mike Davis y Tommy Lane)                                            | 5               | 16 de noviembre de 1987  | Memphis, Tennessee            | |
| The Midnight Rockers (Marty Jannetty & Shawn Michaels)                                      | 2               | 22 de noviembre de 1987  | Memphis, Tennessee            | |
| Título vacante                                                                              | Título vacante  | 27 de diciembre de 1987  |                               | Los campeonatos quedaron vacantes cuando The Midnight Rockers ganaron los Campeonatos en parejas del Sur de la AWA ante The Original Midnight Express (Dennis Condrey & Randy Rose) en Las Vegas, Nevada.                                  |
| Título retirado                                                                             | Título retirado | 1 de febrero de 1988     | Memphis, Tennessee            | Los campeonatos fueron retirados y reemplazados por el CWA Tag Team Championship. |